# Lacinipolia spiculosa
Lacinipolia spiculosa là một loài bướm đêm trong họ Noctuidae.